# Metráček
Metráček je český film režiséra Josefa Pinkavy, natočený v roce 1971 podle stejnojmenné knihy Stanislava Rudolfa. Hlavní hrdinka jménem Jitka, přezdívaná Metráček, je obézní dospívající dívka (Markéta Světlíková), která kvůli své postavě trpí pocitem méněcennosti. Avšak najde si své uplatnění jako koulařka. Zvýšené sebevědomí se pak projeví i na jejím postavení mezi vrstevníky.

## Základní údaje
- Námět: Stanislav Rudolf
- Scénář: Josef Pinkava, Jaroslav Petřík
- Hudba: Angelo Michajlov
- Kamera: Karel Kopecký
- Režie: Josef Pinkava
- Hrají: Markéta Světlíková, Míla Myslíková, Lubomír Lipský, Jaromír Hanzlík, Helena Růžičková, Zora Rozsypalová, Jiří Vala
- Další údaje: černobílý, 77 min, dětský
- Výroba: ČSSR, Krátký film Praha - Filmové studio Gottwaldov, 1971